# ميل ماير
ميل ماير (بالإنجليزية: Mel Meyer)‏ هو فنان أمريكي، ولد في 5 يونيو 1928، وتوفي في 12 أكتوبر 2013.